# 中国革命和中国共产党
《中国革命和中国共产党》是毛泽东和其他人论述中国历史、中国社会性质、革命动力、革命对象、革命任务的著作。

## 出版
1939年12月，毛泽东主持撰写的《中国革命和中国共产党》第一章、第二章定稿，第三章《党的建设》没有完稿。1940年春，这两章发表于《共产党人》第四期、第五期。后编入《毛泽东选集》第二卷。